# Metropolia di Servia e Kozani

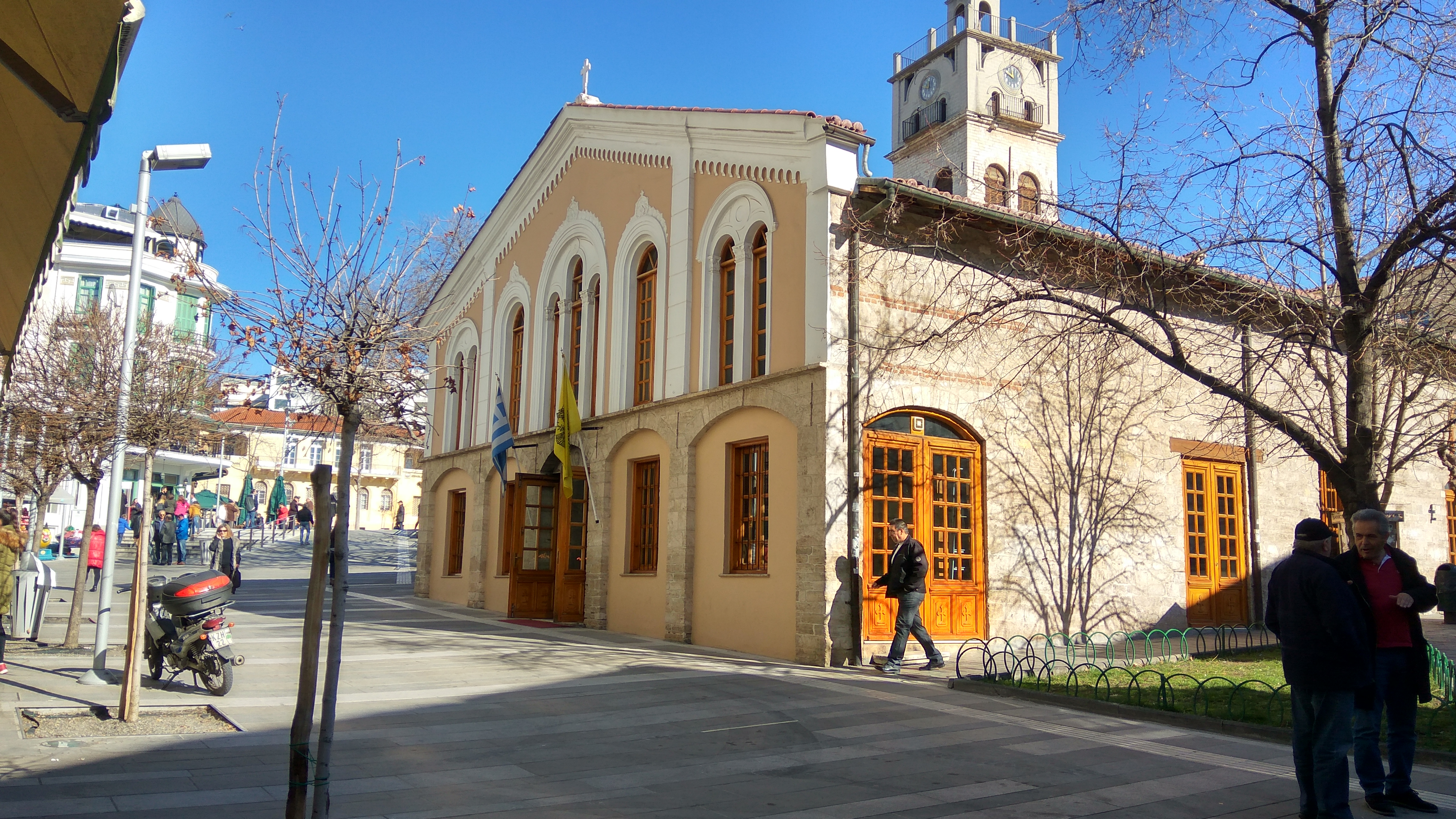
La cattedrale metropolitana di San Nicola di Kozani.

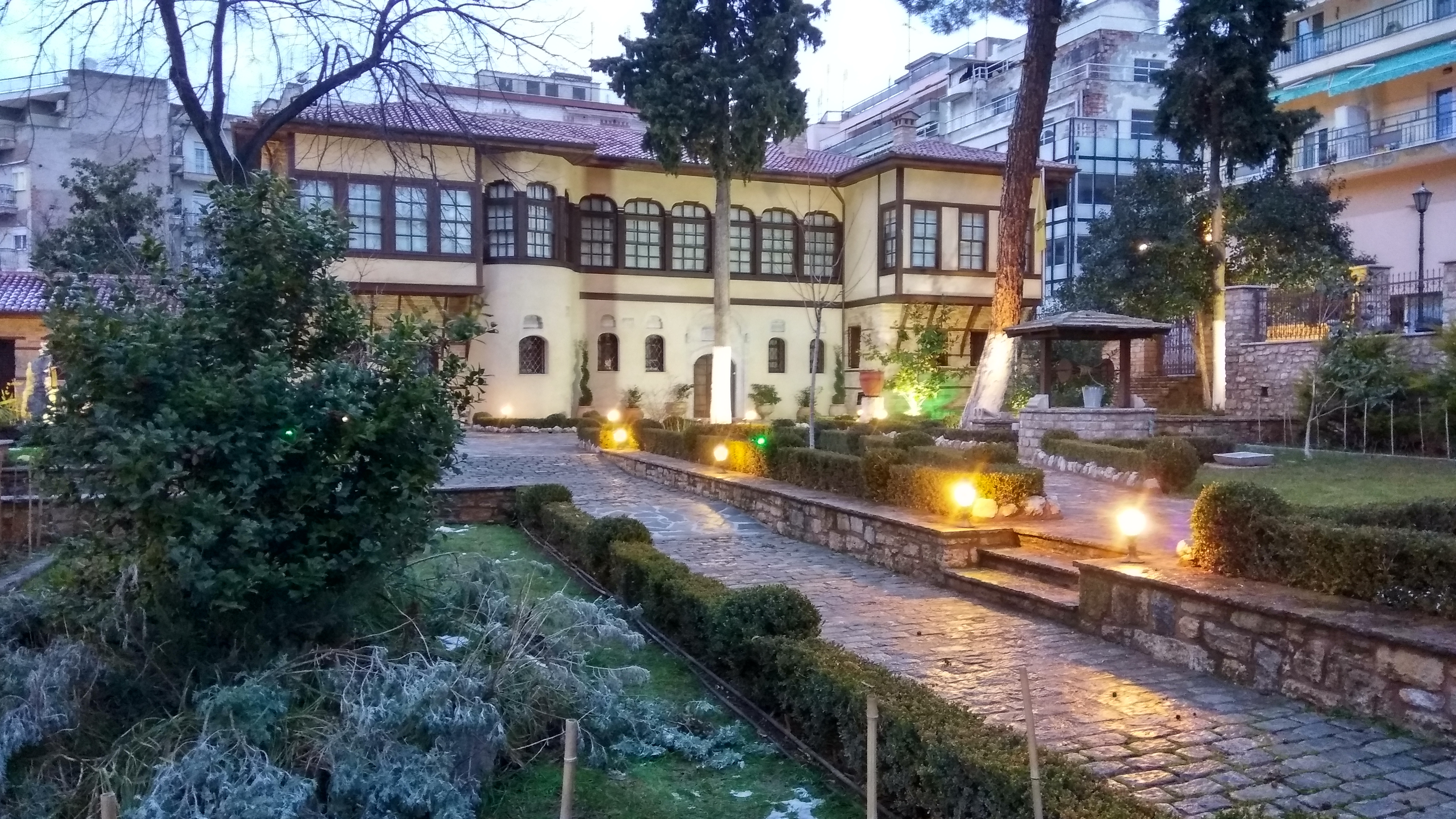
La sede della curia metropolitana.

La metropolia di Servia e Kozani (in greco: Ιερά Μητρόπολις Σερβίων και Κοζάνης; Ierá Mitrópolīs Serbion kai Kozanis) è una diocesi del patriarcato ecumenico di Costantinopoli, pastoralmente affidata alla Chiesa di Grecia, con sede a Kozani, nella Macedonia Occidentale, dove si trova la cattedrale metropolitana di San Nicola.
Dal 26 aprile 2004 il metropolita è Paolo Papalexiou.

## Territorio
La metropolia si trova nella Macedonia Occidentale.
Sede del metropolita è la città di Kozani, dove si trova la cattedrale metropolitana di San Nicola.
La metropolia comprende 94 chiese parrocchiali e 5 chiese monastiche
Dal punto di vista canonico, la metropolia fa parte del patriarcato ecumenico di Costantinopoli. Tuttavia, trovandosi in territorio greco, la gestione pastorale è affidata alle cure dell'arcivescovo di Atene e della Chiesa di Grecia.

## Storia
Incerta è l'origine della diocesi di Servia, attestata per la prima volta nelle Notitiae Episcopatuum del patriarcato di Costantinopoli a partire dall'inizio del X secolo fino al XII secolo, suffraganea della arcidiocesi di Tessalonica. La sigillografia ha restituito il nome dei primi vescovi noti di questa diocesi, Giovanni e Niceta, i cui sigilli sono datati al X e XII secolo.
Alcuni autori hanno sostenuto l'ipotesi che la sede di Servia sia derivata dalla diocesi di Cesarea di Tessalia; distrutta la città all'epoca dell'invasione degli Slavi (VI secolo), i vescovo avrebbero trasferito la loro sede a Servia. Questa ipotesi storica è tuttavia controversa e non accettata da tutti.
Nel 1745 la sede dei vescovi fu trasferita a Kozani, e da questo momento la diocesi assunse il doppio nome di "Servia e Kozani", rimanendo sotto la giurisdizione dei metropoliti di Tessalonica. Nel 1882 la diocesi fu elevata al rango di metropolia, sotto l'autorità del patriarca di Costantinopoli.

## Cronotassi
- Giovanni † (X secolo)[5]
- Niceta † (XI/XII secolo)[6]
- Michele † (menzionato nel 1200)
- Illirio † (1219 - 1235)
- Leone † (menzionato nel 1235)
- Damasceno †
- Giacomo † (menzionato attorno al 1340)[7]
- Gedeone † (menzionato nel 1375/1376)[8]
- Leone † (menzionato nel 1439)[9]
- Giacomo † (menzionato nel 1380)
- Simeone †
- Teofane †
- Cirillo †
- Neofito †
- Melezio †
- Patrizio †
- Leonzio † (1560 - 1566)
- Macario † (1566 - 1567)
- Ioasaf † (1572 - 1584)
- Gioacchino † (1584 - 1587)
- Ioasaf † (1588 - 1594) (per la seconda volta)
- Geronzio † (menzionato nel 1600)
- Gioannizio †
- Melezio † (1646 - 1649)
- Teofane † (menzionato nel 1649)
- Ioasaf † (menzionato nel 1671)
- Dionizio † (menzionato nel 1673)
- Teocleto † (menzionato nel 1677)
- Gregorio Kontaris † (1685 - 1690)
- Germano † (menzionato nel 1690)
- Raffaele † (menzionato nel 1699)
- Dionisio † (1700 - 1715)
- Damiano † (menzionato nel 1720)
- Gioannizio † (1727 - 1728)
- Giacomo † (1728 - 1730)
- Zaccaria † (1730 - 1734)
- Melezio † (1734 - 1745)
- Geremia † (menzionato nel 1745)
- Ignazio † (1752 - 1785)
- Teofilo † (4 maggio 1785 - 1811 deceduto)
- Dionisio † (1811 - 1º marzo 1815 deceduto)
- Beniamino Karipoglou † (1815 - 1849 dimesso)
- Eugenio Pateras † (1849 - giugno 1889 dimesso)
- Costante Matoulopoulos † (29 luglio 1889 - 30 aprile 1892 eletto metropolita di Dryinoupolis)
- Costante Matoulopoulos † (31 maggio 1894 - 14 giugno 1910) (per la seconda volta)
- Fozio Paniatis † (5 agosto 1910 - 14/27 marzo 1923 dimesso)
- Gioacchino Apostolidis † (14/27 marzo 1923 - 17 aprile 1926 eletto metropolita d'Australia)
- Eugenio Christodolou † (30 maggio 1926 - 15 marzo 1927 eletto metropolita di Selimbria)
- Gioacchino Apostolidis † (15 marzo 1927 - 12 aprile 1945 dimesso) (per la seconda volta)
- Costantino Platis † (14 aprile 1945 - 7 novembre 1957 eletto metropolita di Patrasso)
- Dionisio Psarianos † (19 novembre 1957 - 7 dicembre 1997 deceduto)
- Ambrogio Giakalis † (11 ottobre 1998 - 4 febbraio 2004 dimesso)
- Paolo Papalexiou, dal 26 aprile 2004